# فینال جام در جام اروپا ۱۹۷۴

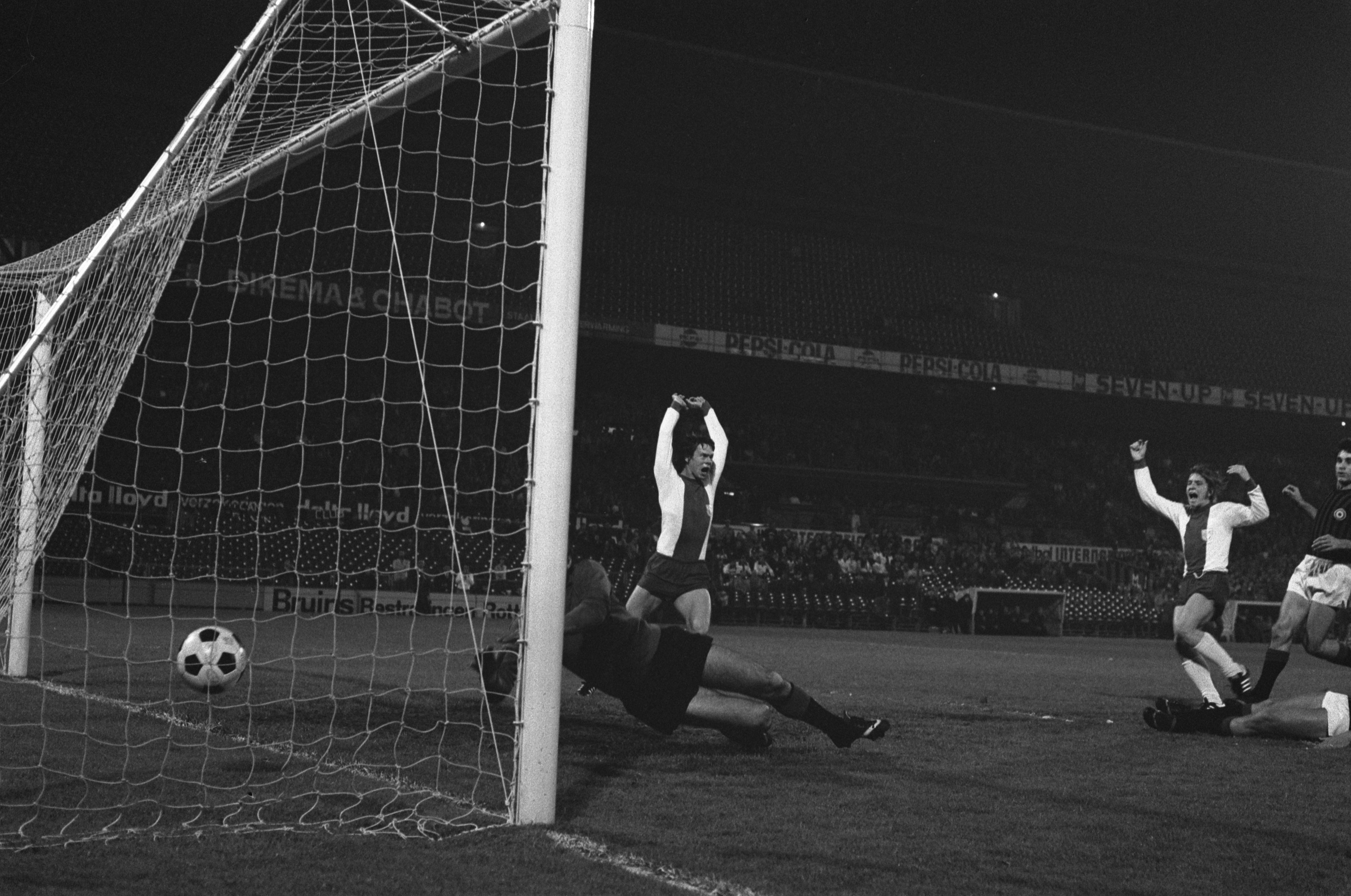
فینال جام در جام اروپا ۱۹۷۴، رقابت پایانی جام در جام اروپا در سال ۱۹۷۴ میلادی است که مابین دو تیم باشگاه فوتبال ماگدبورگ و باشگاه فوتبال آ.ث. میلان برگزار شده‌است.
این مسابقه که در تاریخ ۸ مه ۱۹۷۴ انجام شده‌است با نتیجه ۲ بر ۰ به سود تیم باشگاه فوتبال ماگدبورگ به پایان رسید.